# Torneo de Birmingham 2023
El  Rothesay Classic 2023 fue la 41.ª edición de este torneo de tenis femenino jugado en césped al aire libre. Se llevó a cabo en el Edgbaston Priory Club de Birmingham (Inglaterra, Reino Unido) entre el 19 y el 25 de junio de 2023.

## Distribución de puntos
| Modalidad           | Campeona | Finalista | Semifinales | Cuartos de final | 2ª ronda | 1ª ronda | Clasificadas | 2ª ronda de clasificación | 1ª ronda de clasificación |
| Individual femenino | 280      | 180       | 110         | 60               | 30       | 1        | 18           | 12                        | 1                         |
| Dobles femenino     | 280      | 180       | 110         | -                | -        | 1        | -            | 69                        | -                         |

## Cabezas de serie

### Individuales femenino
| Tenista            | Ranking | Preclasificada |
| Barbora Krejčíková | 12      | 1              |
| Jeļena Ostapenko   | 17      | 2              |
| Magda Linette      | 21      | 3              |
| Anastasia Potapova | 22      | 4              |
| Anhelina Kalinina  | 25      | 5              |
| Bernarda Pera      | 27      | 6              |
| Shuai Zhang        | 31      | 7              |
| Sorana Cîrstea     | 32      | 8              |

- Ranking del 12 de junio de 2023.[2]

### Dobles femenino
| Tenista                               | Ranking | Preclasificada |
| Lyudmyla Kichenok Jeļena Ostapenko    | 29      | 1              |
| Marta Kostyuk Barbora Krejčíková      | 32      | 2              |
| Storm Hunter Alycia Parks             | 45      | 3              |
| Miriam Kolodziejová Tereza Mihalíková | 89      | 4              |

## Campeonas

### Individual femenino
Jeļena Ostapenko venció a  Barbora Krejčíková por 7-6(10-8), 6-4

### Dobles femenino
Marta Kostyuk /  Barbora Krejčíková vencieron a  Storm Hunter /  Alycia Parks por 6-2, 7-6(9-7)